# Bernd Evers
Bernd Evers (* 1941 in Berlin) ist ein deutscher Kunsthistoriker und Bibliothekar. 

## Leben
Bernd Evers studierte Kunstgeschichte, Klassische Archäologie und empirische Kulturwissenschaft in Köln, Berlin und Tübingen. 1973 erfolgte seine Promotion im Fach Kunstgeschichte mit dem Thema: Mausoleen des 17.–19. Jahrhunderts. Typologische Studien zum Grab- und Memorialbau (veröffentlicht 1983). 1974–1976 machte er eine Ausbildung zum wissenschaftlichen Bibliothekar als Referendar des Landes Nordrhein-Westfalen. 1976–1985 war er Fachreferent für Kunstgeschichte und Architektur an der Bibliothek der RWTH Aachen. 1985 wechselte er als Direktor zur Kunstbibliothek der Staatlichen Museen zu Berlin. Unter seiner Leitung fand der Umzug der Kunstbibliothek ins Kulturforum Berlin statt. Ende Mai 2006 trat er in den Ruhestand.
Evers veröffentlichte diverse Bücher und Aufsätze zur Kunstgeschichte. Insbesondere sein gemeinsam mit Christof Thoenes aufgelegtes, im Kölner Verlag Taschen erschienenes Werk „Architekturtheorie“ verhalf ihm zu überregionaler Aufmerksamkeit.
1995 erhielt er das Verdienstkreuz am Bande.